# ダイム (企業)
株式会社ダイム（Dime Co, Ltd.）は、中華料理を中心とする飲食業を営む日本の企業。創業地の三重県を地盤とし、日本国内は東北から中国・四国・沖縄まで、日本国外は台湾・上海・シンガポールで店舗を展開する。

## 沿革
創業者の大西隆俊は1967年（昭和42年）に三重県立宇治山田商業高等学校を卒業後、雪印物産に入社したが、知人の経営するラーメン店でアルバイトをするようになり、1972年（昭和47年）に三重県松阪市で7坪半（≒25m2）の小さなラーメン店を開業した。それから約5年後に2号店を同県度会郡玉城町に出店、これに「あじへい」という店名を付けた。あじへいには独立を希望する従業員が多く集い、大西は彼らの独立を支援し、ボランタリー・チェーン方式で店舗数を増やしていった。業績の順調な拡大が続く中、1989年（平成元年）に「新あじへい」の社名で企業化、10年後に年商50億円を目標に掲げた。新あじへいは経営コンサルタントの的確な助言を得て業績を伸ばし続け、1996年（平成8年）には新店舗ブランド「一番亭」を設立、1998年（平成10年）に目標の年商50億円を達成した。
目標達成を機に、新あじへいは社名をダイムに改め、次なる目標として年商100億円を掲げた。その3 - 4年後には80億円に達し、中国人調理師の通訳として雇用していた台湾人の協力を得て台湾から日本国外への展開を開始した。

## 事業所

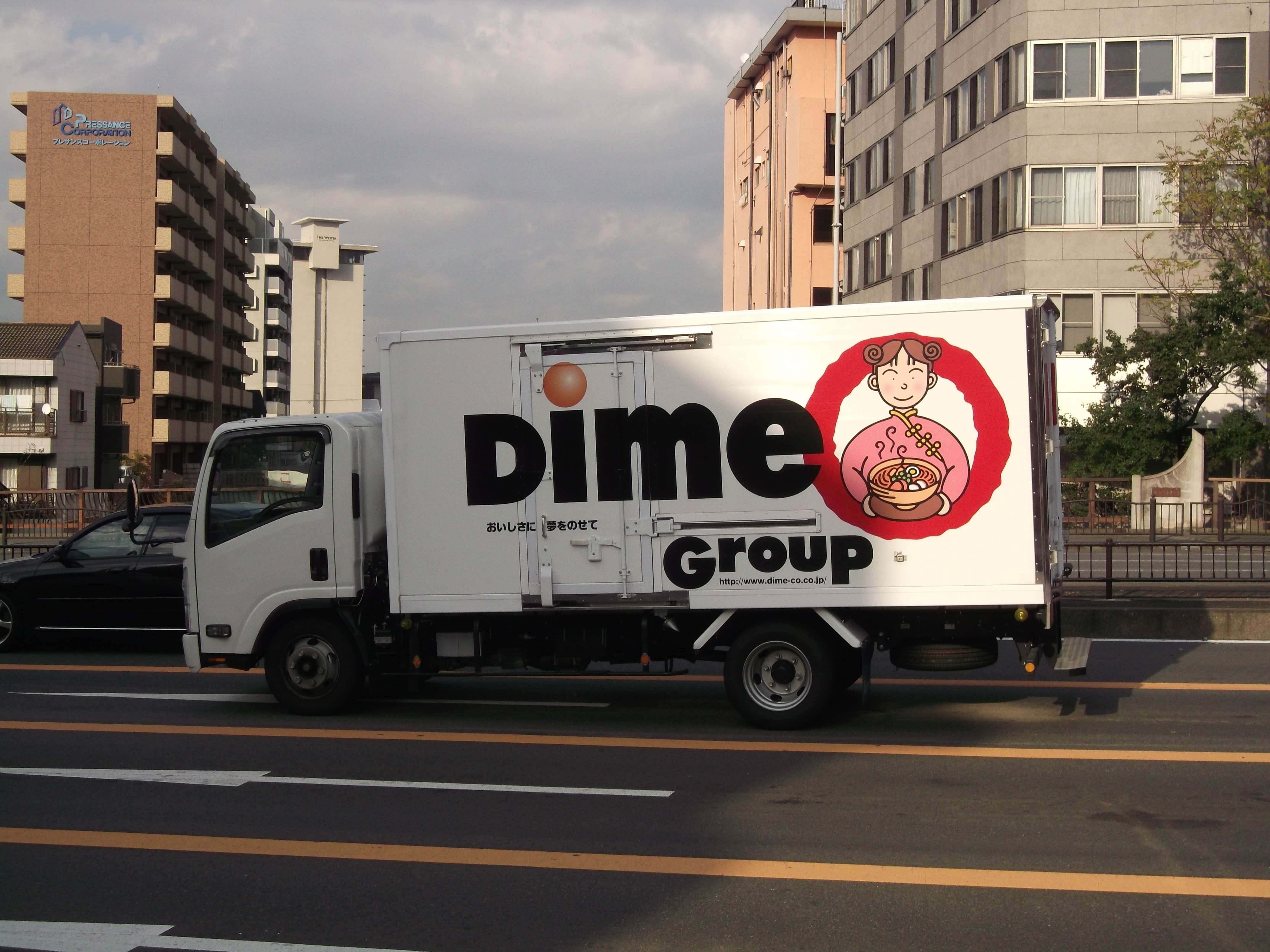
トラック（2014年10月）

当初は伊勢市にのみ配送センターを置いていた。鮮度を保つため、食材は毎日配送しており、2013年現在冷凍した食材は使っていない。
- 本部兼工場兼配送センター - 三重県伊勢市上地町大久保2691-6[1]
- 中京セントラルキッチン - 愛知県一宮市大和町宮地花池39-1[1]

## 店舗ブランド
50音順に記述する。特に説明のないものはラーメン店である。当初はラーメン店のみを展開していたが、配送センター周辺で多店舗出店するため、さまざまなブランドの飲食店を展開することになった。
- あじへい
- いっきゅうさん - お好み焼き・鉄板焼。以前はダイナミクスのフランチャイジーであったが、ダイナミクスの経営破綻に伴い、ダイナミクスから商標を取得して直営化。
- 一番亭 - 日本国外にも展開
- 大島屋 - 和食
- かつ勢本店 - 豚カツ
- 黒平 - エアポートウォーク名古屋4F（愛知県西春日井郡豊山町）
- サイゴンカフェ - ベトナム料理を中心としたアジアンレストラン
- 四馬路 - 中華料理
- 虹橋食堂
- 日式ラーメン 一番拉麺
- 百福 - 焼き肉
- 麺こく

他社ブランドのフランチャイズ店舗
- コメダ珈琲店 - 伊勢上地店（三重県伊勢市上地町）

その他
- ダイムスタジアム伊勢 - 伊勢市倉田山公園野球場のネーミングライツを獲得し、命名。

- あじへい櫛田店
- 一番亭志摩店

## 会員制度
子ども向けのちびっこクラブと大人向けの美食倶楽部がある。
ちびっこクラブ
小学校6年生以下の子どもを対象とした会員制度で、創業当時から続いている。休日にも出勤しなければならない従業員を思いやり、従業員とその子供を集めたイベントを開催していたことから派生して、それを客にも拡大したのが元となっている。
2013年現在の会員数は約7万人。いも掘り大会への参加、誕生月にラーメンセットが無料で食べられるなどの特典がある。6年生のクラブ卒業時には「卒業プレゼント」として大きなラーメンを無料で提供する。入会金200円のみで年会費はかからない。あじへい、一番亭、虹橋食堂、麺こく、壱力の各店舗で実施。
美食倶楽部
中学生以上を対象としたポイントカード。2013年現在の会員数は約4万人。ポイントに応じて割引クーポン券が発行される。抽選で上海グルメツアーが当たるという特典もある。こちらも入会金200円で年会費無料。四馬路・かつ勢・サイゴンカフェ・焼肉百福・ひな野（一部）・大島屋（伊勢店のみ）・グリル百福・神戸唐唐亭（一部）の各店舗で実施。

## 経営方針
「儲けて遊べ」を社是としている。「儲ける」ということは客を喜ばせることにつながり、「遊ぶ」（＝良い人生を送る）ことができるという考え方である。従業員の高収入の実現と生活を楽しむ時間の余裕の確保を図り、幸福とライフスタイル向上を目指している。
毎年正月に全従業員に1年の目標を立てさせ、それを冊子にまとめて配布することで立てた目標を忘れないようにさせている。また店内ミーティングなどで目標の進捗状況を報告させ、従業員1人1人の目標達成を支援している。